# Norwalk (Wisconsin)
Norwalk es una villa ubicada en el condado de Monroe. Wisconsin. Estados Unidos. Según el censo de 2020, tiene una población de 611 habitantes.

## Geografía
La localidad está ubicada en las coordenadas 43°50′3″N 90°37′37″O / 43.83417, -90.62694 (43.834174, -90.626854). Según la Oficina del Censo de los Estados Unidos, Norwalk tiene una superficie total de 2.67 km², correspondientes en su totalidad a tierra firme.

## Demografía
Según el censo de 2020, hay 611 personas residiendo en Norwalk. La densidad de población es de 228.84 hab./km². El 70.70% de los habitantes son blancos, el 0.16% es afroamericano, el 1.31% son amerindios, el 0.49% son asiáticos, el 17.18% son de otras razas y el 10.15% son de una mezcla de razas. Del total de la población, el 28.31% son hispanos o latinos de cualquier raza.